# Cephalops tibetanus
Cephalops tibetanus är en tvåvingeart som beskrevs av Yang och Xu 1987. Cephalops tibetanus ingår i släktet Cephalops och familjen ögonflugor. Inga underarter finns listade i Catalogue of Life.